# Jeffrey Nape
Jeffrey Nape (1964-8 de julio de 2016) fue un político papuano que ocupó el cargo de Presidente del Parlamento Nacional de Papúa Nueva Guinea desde el 28 de mayo de 2004 hasta 2012. Al ocupar ese puesto se convirtió en dos ocasiones en Gobernador general interino al estar el puesto vacante concluido el mandato de Bill Skate en 2004 y el de Paulias Matane en 2010.
Cesó como gobernador el 29 de junio de 2004, al ser nombrado Paulias Matane para el cargo. Después de las elecciones de 2007 Nape fue reelegido presidente del Parlamento el 13 de agosto. Derrotó en una votación al candidato opositor, Bart Philemon, con 86 votos frente a 22. Ese mismo día fue confirmado en su puesto por el gobernador Matane.

## Crisis constitucional
Como presidente del parlamento jugó un importante papel en la crisis constitucional de Papúa Nueva Guinea de 2011 y 2012. El 2 de agosto de 2011 aceptó una propuesta de la oposición para elegir un nuevo primer ministro al considerar que Michael Somare había renunciado al cargo al tener que dejarlo en manos de Sam Abal por una enfermedad. Peter O'Neill fue elegido primer ministro pero Abal recurrió la decisión a los tribunales y la Corte Suprema consideró en abril de 2012 la votación parlamentaria ilegal, ordenando que Somare volviera a su cargo. Nape se negó a cumplir la orden del tribunal supremo al considerar que O'Neill era el líder legítimo del país. El gobernador general, Michael Ogio si reconoció a Somare como primer ministro cumpliendo la orden judicial. Ante esa decisión el parlamento suspendió a Ogio de su cargo el 14 de diciembre, convirtiéndose de forma automática Nape en gobernador general interino. Sin embargo, la reina Isabel II no refrendó la decisión y el parlamento finalmente levantó la suspensión de Ogio el 19 de diciembre. La crisis no se solucionó hasta la celebración de las elecciones de junio de 2012 tras las que O'Neill fue refrendado en su cargo. Nape perdió su escaño en estas elecciones y dejó por tanto de ser presidente del Parlamento. En estas elecciones fue acusado por un rival de su circunscripción de intentar sobornarlo para que se retirará de las elecciones y así Nape tuviera más opciones de ganar.